# Distretto di Liepāja
Il distretto di Liepāja (in lettone Liepājas Rajons) è stato uno dei 26 distretti della Lettonia. In base alla nuova suddivisione amministrativa è stato abolito a partire dal 1º luglio 2009